# Instituto Mandaver
O Instituto Mandaver é uma Organização da Sociedade Civil (OSC) sediada na cidade de Maceió, capital do estado brasileiro de Alagoas, cuja visão é levar sua cultura de transformação do Vergel para o Brasil tendo como missão promover dignidade através do esporte, cultura, educação, ações de cidadania e geração de renda e como seus principais valores o comprometimento com o idealizar, falar e fazer; ações transparentes e íntegras; e investir no ser humano como seu maior bem. 

## Atuação
O foco do Instituto Mandaver é o bairro do Vergel do Lago, localizado na capital alagoana, principalmente a comunidade que vive da pesca do sururu na lagoa Mundaú. Oferecendo acompanhamento psicológico e pedagógico para crianças e jovens proporcionando oportunidades, mostrando que cada um tem seu lugar de protagonismo na sua própria história.

## Trajetória
O Instituto Mandaver foi fundado em 2018 idealizando para o Vergel do Lago um futuro promissor, acreditando no poder do empreendedorismo, educação, cultura e esporte para transformar vidas.
Em 2018 conseguiu estabelecer parceria com a Rede Gerando Falcões e a Fundação Lemann alcançando um total de 320 crianças e adolescentes assistidos.
O Instituto Mandaver nasceu para tornar o Vergel um lugar mais vibrante e cheio de oportunidades. Oferecendo oficinas culturais e esportivas de qualidade para crianças e adolescente, incentivando assim o desenvolvimento social e promovendo ações que impulsionam o crescimento do bairro.
Seu propósito está no nome: Mandaver. Onde, idealizam, falam e fazem. 
O instituto teve um papel importante durante a pandemia de covid-19. Divulgou o projeto em cadeia nacional de TV  e participou do combate às consequências locais da pandemia, sendo por isso uma das organizações mais lembradas em pesquisa realizada pela Universidade Federal de Alagoas (UFAL) em parceria com o Instituto Brasileiro de Desenvolvimento e Sustentabilidade (IABS).
Ainda durante a pandemia o Instituto Mandaver buscou apoio do SEBRAE-AL para avaliar o potencial socioeconômico do bairro e estudar a criação de um banco social que apoiasse as micro e pequenas empresas locais. O resultado foi a criação do Banco Laguna com o lançamento de moeda própria, o sururote. Tal desempenho fez a organização ser reconhecida em premiação nacional como “Melhor ONG de Alagoas em 2021”, 2023 e 2024 e também o reconhecimento do selo "A" DOAR de Gestão e Transparência, bem como o selo de Excelência em Gestão pela Gerando Falcões.
Desde 2021 o Instituto é presidido por Lisania Pereira, onde sua liderança e visão fez com que o Instituto avançasse em seu crescimento, tanto com numero de atendidos, chegando a alcançar até 2024 mais de 2.000(duas mil) crianças e adolescentes quanto com espaços físicos, onde um deles se tornou a sede do Banco Laguna com atuação própria.

## Leitura complementar
Bezerra, E. G. & Silva Neto, E. V. (2014). Imaginário Sururu: Um patrimônio a contrapelo. Revista Rosa dos Ventos, v.6, n.1, jan.-mar. 2014, pp. 96-116. ISSN 2178-9061. Consultado em 06 de agosto de 2022.
Messias, M. I. C. S.; Azevedo, R. K.; Calazans, D. R. & Almeida, J. P. (2021). Aglomerado Subnormal Sururu de Capote: um retrato da exclusão socioespacial em Maceió. In Alagoas por Diferentes Olhares. Ed. CRV, 20 mai. 2021, 200 pp. ISBN 978-65-251-0592-5. Consultado em 06 de agosto de 2022.